# Somnus
Somnus (en llatí Somnus) va ser, segons la mitologia romana, la personificació del son. El seu homòleg grec era Hipnos.
Somnus residia a l'Inframon. Segons diu Virgili, era germà de la Mort, i segons Ovidi tenia innumerables fills, els somnis, que presentaven moltes formes. Ovidi n'anomena tres d'aquests somnis, Morfeu, que provoca visions als humans mentre dormen, Fobètor, que portava els malsons, i Fantasos, que s'encarregava dels somnis dels reis.
Virgili diu que vivia a l'avantcambra de l'Hades, però Ovidi el fa viure al país dels Cimmeris, on descansava en una cova on mai hi arribava la llum. Homer diu que Hipnos habitava a Lemnos, i li atribueix una esposa, Pasítea, una de les Càrites.
Somnus fa una breu aparició a l'Eneida de Virgili. Diu que Somnus vol fer dormir Palinur, el timoner de la nau d'Eneas, mentre la pilotava a la nit. Somnus, amb l'aparença de Forbas, un company, es presenta davant de Palinur i li diu que es farà càrrec del timó, perquè Palinur pugui descansar una estona. Però Palinur va rebutjar l'oferta, i Somnus va utilitzar una branca, "plena" del poder d'Estix divinitat de l'inframón, per ruixar Palinur amb aigua del riu Leteu, el riu de l'oblit. Aleshores, Palinur s'adorm i Somnus l'empeny per la borda i l'ofereix a Neptú per tal que els troians puguin arribar sense entrebancs a les costes del Laci.
Sovint se'l representava com un jove nu amb ales al cap, que de vegades porta plegades, i amb cascall a la mà, una flor que compartia amb el seu germà Mors/Tànatos i la seva mare Nix. Ovidi no el representa com un jove.